# Hormídaco
Hormídaco foi um líder tribal huno do século V, ativo durante o reinado do imperador bizantino Leão I, o Trácio (r. 457–474). Quase nada se sabe sobre ele, exceto que na década de 460, provavelmente no inverno de 466/467, atravessou o Danúbio congelado e invadiu a Dácia, onde capturou a cidade de Sérdica. Ele foi atacado por tropas imperiais lideradas pelo general e futuro imperador do Ocidente Antêmio (r. 467–472) e devido a uma traição de seus homens foi derrotado.
Otto Maenchen-Helfen, considerando a possibilidade de que seu nome foi alterado para adequar-se à métrica da narrativa, como é verificável em outros nomes de origem estrangeira, é possível que a forma latina do nome, Hormidac, deriva de Hormizdak, nome persa médio muito comum no Império Sassânida.